# 에이번강 (브리스틀)
에이번강(영어: River Avon)은 잉글랜드 남서부를 흐르는 강이다. 같은 이름의 여러 강과 구별하기 위해 이 강은 브리스틀 에이번(Bristol Avon)이라고도 부른다. 강 이름인 에이번은 웨일스어 afon에서 유래했으며, afon은 강을 의미한다. 에이번은 영국에서 19번째로 긴 75 마일 (121km)의 강이다. 집수 면적은 2,220 km2%s이다.